# Кевін Геєс
Кевін Геєс (англ. Kevin Hayes, нар. 8 травня 1992, Бостон) — американський хокеїст, центральний нападник клубу НХЛ «Нью-Йорк Рейнджерс». Гравець збірної команди США.

## Ігрова кар'єра
Хокейну кар'єру розпочав 2010 року виступами на аматорському рівні в складі хокейної команди Бостонського коледжу, кольори якого захищав до 2014 року.
2010 року був обраний на драфті НХЛ під 24-м загальним номером командою «Чикаго Блекгокс».
Права клубу «Чикаго Блекгокс» на Кевіна закінчились 15 серпня 2014. 16 серпня Геєс став вільним агентом та уклав контракт з іншим клубом НХЛ «Нью-Йорк Рейнджерс», «Блекгокс» також отримав, як компенсацію право вибору в другому раунді драфту 2015 року.
19 жовтня 2014, Геєс закинув першу шайбу в складі «Рейнджерс» у переможному матчі проти «Сан-Хосе Шаркс» 4–0. Загалом новачок непогано завершив сезон набравши 45 очок (17 + 28) у 79 матчах.
Геєс дещо погіршив свої показники в наступному сезоні набравши в регулярному чемпіонаті лише 36 очок (14 + 22), але незважаючи на це «Рейнджерс» підписав з ним дворічний контракт на суму $ 5,2 мільйона доларів США.
У сезоні 2016/17 Кевін виступав в третій ланці, де його партнерами були Міхаель Грабнерер та Джей Ті Міллер, як результат 49 очок (17 + 32) у 76 матчах регулярного чемпіонату. 

## Збірна
У складі національної збірної США учасник чемпіонатів світу 2014 і 2017.

## Сім'я
Разом з рідним братом Джиммі є двоюрідними братами колишнім гравцям НХЛ Тому Фіцджеральду і Кіту Ткачуку.

## Статистика

### Клубні виступи
| Сезон        | Клуб                 | Ліга         | Регулярний сезон | Регулярний сезон | Регулярний сезон | Регулярний сезон | Регулярний сезон | Плей-оф | Плей-оф | Плей-оф | Плей-оф | Плей-оф |
| Сезон        | Клуб                 | Ліга         | І                | Г                | П                | О                | ШХ               | І       | Г       | П       | О       | ШХ      |
| ------------ | -------------------- | ------------ | ---------------- | ---------------- | ---------------- | ---------------- | ---------------- | ------- | ------- | ------- | ------- | ------- |
| 2010–11      | Бостонський коледж   | НКАА         | 31               | 4                | 10               | 14               | 8                | —       | —       | —       | —       | —       |
| 2011–12      | Бостонський коледж   | НКАА         | 44               | 7                | 21               | 28               | 10               | —       | —       | —       | —       | —       |
| 2012–13      | Бостонський коледж   | НКАА         | 27               | 6                | 19               | 25               | 14               | —       | —       | —       | —       | —       |
| 2013–14      | Бостонський коледж   | НКАА         | 39               | 27               | 38               | 65               | 16               | —       | —       | —       | —       | —       |
| 2014–15      | «Нью-Йорк Рейнджерс» | НХЛ          | 79               | 17               | 28               | 45               | 22               | 19      | 2       | 5       | 7       | 2       |
| 2015–16      | «Нью-Йорк Рейнджерс» | НХЛ          | 79               | 14               | 22               | 36               | 30               | 3       | 0       | 0       | 0       | 4       |
| 2016–17      | «Нью-Йорк Рейнджерс» | НХЛ          | 76               | 17               | 32               | 49               | 18               | 12      | 0       | 3       | 3       | 4       |
| Усього в НХЛ | Усього в НХЛ         | Усього в НХЛ | 234              | 48               | 82               | 130              | 70               | 34      | 2       | 8       | 10      | 10      |

### Збірна
| Рік                | Команда            | Турнір             | Місце              | І  | Г | П | О | ШХ |
| ------------------ | ------------------ | ------------------ | ------------------ | -- | - | - | - | -- |
| 2014               | США                | ЧС                 | 6-е                | 8  | 1 | 1 | 2 | 0  |
| 2017               | США                | ЧС                 | 5-е                | 3  | 2 | 2 | 4 | 4  |
| Національна збірна | Національна збірна | Національна збірна | Національна збірна | 11 | 3 | 3 | 6 | 4  |